# Marián Zavarský
Marián Zavarský (* 21. Juli 1986 in Bratislava) ist ein slowakischer Komponist.

## Leben
Marián Zavarský studierte zunächst 2002–2008 Komposition am Konservatorium Bratislava bei Peter Martinček und anschließend 2009–2014 an der Hochschule für Musische Künste Bratislava (Vysoká škola múzických umení v Bratislave – VŠMU) bei Ivan Buffa. 2010/2011 belegte er im Rahmen des Erasmus-Programms das Fach Medienkomposition an der Universität für Musik und darstellende Kunst in Wien. Zudem besuchte er Kompositionskurse in der Tschechischen Republik und in Österreich. 2018 schloss er ein Doktoratsstudium in Komposition an der VŠMU bei Jevgenij Iršai an.
In seiner kompositorischen Arbeit bedient sich Marián Zavarský einer Vielfalt an Elementen aus den Bereichen der Konzertmusik, Medienmusik, Elektroakustik sowie Jazz, Pop und Rock, aus denen er auswählt und die verschiedensten Kombinationen trifft. Er ist Mitgründer und Dramaturg der NGO „Hurhaj“, die sich der Organisation von Bildungs- und Konzertveranstaltungen widmet und sich auf die Schaffung von Plattformen zur Unterstützung der Aktivitäten von Komponisten und Komponistinnen konzentriert. Zudem unterrichtet er am Konservatorium der slowakischen Hauptstadt. Zavarský lebt in Bratislava.

## Werke (Auswahl)

### Musiktheater, Schauspielmusik
- Malý princ (Der kleine Prinz). Kindermusical von Ľudmila Hrdináková nach Motiven der Erzählung von Antoine de Saint-Exupéry (2008)[2]
- Povedal som Ty! (Ich sagte Du!) Musik zu dem Tanzfilm von Jan Ševčík und Ľubica Sopková (2013)
- D.I.P.P. Musik zu dem Tanzstück von Michaela Nezvalová (2013)
- Zmierenie (Versöhnung). Musik zu dem Tanzstück von Adriana Pichaničová (2015)
- Malé ženy (Kleine Frauen). Musik zu dem Tanzstück von Michaela Nezvalová (2017)
- Zo života hmyzu (Aus dem Leben der Insekten). Musik zu dem Stück von Karel und Josef Čapek (2017)
- Smrť sa volá Engelchen (Der Tod heißt Engelchen). Musik zu dem Stück von Ladislav Mňačko (2018)
- Známy neznámy – Homo sapiens (Bekannt unbekannt – Homo sapiens). Musik zu dem Stück von Vladimír Hurban (2019)[3]

### Orchester
- Sinfonieta Gnozis (2008)

### Big Band
- Funkytime Viennese (2010)

### Streichorchester
- Solstice (2012)
- Sun of Aral für Streichorchester und Elektronik (2017)
- Dans la ville (2019)

### Soloinstrument und Orchester
- Untitled Pictures für Klavier und Orchester (2014)

### Ensemble
- Pictures from the Xing für chinesische Instrumente (2019)

### Duos und Kammermusik
- Rondo Modal für Violine und Klavier (2006)
- A Place: Sound – City – Silence für Klaviertrio (2006)
- Five 100-notes pieces für Violine und Klavier (2010)
- Jazzydance für Blockflöte und Klavier (2011)
- Little Jazzman Walking Down the Street für Altsaxophon und Klavier (2013)
- Loopica Marimbica für Marimba und Klavier (2013)
- NYOBA für Streichquartett (2013)

### Flöte solo
- Talking to the Silver God (2009)

### Violoncello solo
- Pictures of our Days (2020)

### Klavier solo
- Scherzo f-Moll (2003)
- Hajaju Hajaju. Arrangement slowakischer Volkslieder (2010)
- Sonate (2015)

### Orgel solo
- Organ experience Nr. 1 (2003)

### Gemischter Chor a cappella
- Quaoar nach Textfragmenten des Tongva-Stammes (2013)
- Animula Vagula Blandula nach dem Gedicht von Kaiser Hadrian (2014)

### Elektroakustische Kompositionen, Videoinstallationen
- Nystagmus für Violine und Video (2007)
- Surface (2015)
- Anatomy. Audiovisuelle Performance (2017)

Weiters Stücke für den Unterricht sowie Musik für Rundfunk, Fernsehen, Dokumentar- und Spielfilme

## Diskographie (Auswahl)
- Talking to the silver god – Zuzana Bandúrová (Flöte) – auf Zuzana Bandúrová (Akademie múzických umění v Praze, CD 2014)